# Gran Premio motociclistico della Malesia 2024
Il Gran Premio motociclistico della Malesia 2024 è stata la diciannovesima prova del motomondiale del 2024. Le vittorie nelle quattro classi sono andate a: Jorge Martín nella Sprint e Francesco Bagnaia nella gara della MotoGP, Celestino Vietti in Moto2, David Alonso in Moto3.

## Prove e Qualifiche

### Moto3
Nella sessione di prove libere, svoltesi sotto la pioggia, il pilota più veloce in pista è Ángel Piqueras in 2'23"835. Nelle due sessioni di Pre-Qualifiche, è invece Adrián Fernández a siglare il miglior tempo nella combinata in 2'10"102.
In qualifica, la Pole va per la prima volta in carriera allo spagnolo numero 31 di Leopard Racing, in 2'09"542, davanti ad Iván Ortolá e David Alonso; ecco i risultati dei primi cinque classificati:
| Pos | Nº | Pilota           | Team                           | Tempo    |
| --- | -- | ---------------- | ------------------------------ | -------- |
| 1   | 31 | Adrián Fernández | Leopard Racing                 | 2'09.542 |
| 2   | 48 | Iván Ortolá      | MT Helmets - MSi               | 2'09.895 |
| 3   | 80 | David Alonso     | CFMoto Gaviota Aspar Team      | 2'10.015 |
| 4   | 24 | Tatsuki Suzuki   | Liqui Moly Husqvarna Intact GP | 2'10.128 |
| 5   | 66 | Joel Kelso       | BOE Motorsports                | 2'10.278 |

### Moto2
A questo fine settimana di gara sono ancora assenti Fermín Aldeguer, Joe Roberts ed Ayumu Sasaki. Partecipa inoltre, come team wildcard, Petronas MIE Racing RW con i piloti malesi Muhammad Helmi e Khairul Idham Pawi.
Nella sessione di prove libere il più veloce in pista è Jake Dixon in 2'06"255. Nelle due sessioni di Pre-Qualifiche, è Albert Arenas sulla Gresini Racing Moto2, il pilota più veloce in pista facendo segnare il miglior tempo in 2'04"775.
In qualifica, è incredibilmente Jorge Navarro dell'American Racing Team a prendersi la Pole. Lo Spagnolo, al secondo Gran Premio con il team come pilota sostituto di Roberts infortunato, torna in prima posizione dove mancava dal GP d'Australia 2019,  fermando il cronometro in 2'04"412, davanti al compagno di squadra Marcos Ramírez e Celestino Vietti, rientrante dall'infortunio. Ecco i risultati dei primi cinque classificati:
| Pos | Nº | Pilota           | Team                          | Tempo    |
| --- | -- | ---------------- | ----------------------------- | -------- |
| 1   | 9  | Jorge Navarro    | OnlyFans American Racing Team | 2'04.412 |
| 2   | 42 | Marcos Ramírez   | OnlyFans American Racing Team | 2'04.475 |
| 3   | 13 | Celestino Vietti | Red Bull KTM                  | 2'04.559 |
| 4   | 75 | Albert Arenas    | Gresini Racing Moto2          | 2'04.643 |
| 5   | 53 | Deniz Öncü       | Red Bull KTM Ajo              | 2'04.697 |

### MotoGP
Lorenzo Savadori sostituisce anche in questo fine settimana in Trackhouse Racing l'infortunato Miguel Oliveira. Torna in MotoGP per la prima volta dopo 5 anni e la squalifica per doping Andrea Iannone che sostituisce Fabio Di Giannantonio, operato.
Nella prima sessione di prove libere, Francesco Bagnaia è il pilota più veloce in pista in 1'58"795. Nella sessione di Pre-qualifica, l'italiano si conferma come pilota più veloce in pista facendo segnare il miglior tempo in 1'57"679. Sempre il pilota con il numero 1 è il più veloce anche nella seconda sessione di prove libere in 1'58"658.
Nel Q1 riescono passano il turno Johann Zarco e Brad Binder. Nella Q2, Francesco Bagnaia conquista la Pole in 1'28"700, davanti al compagno di squadra Enea Bastianini ed Jorge Martín, terzo. Di seguito i risultati delle qualifiche:
| Pos. | Nº | Pilota            | Team                         | Tempo     | Tempo    |
| Pos. | Nº | Pilota            | Team                         | Q1        | Q2       |
| ---- | -- | ----------------- | ---------------------------- | --------- | -------- |
| 1    | 1  | Francesco Bagnaia | Ducati Lenovo Team           | Già in Q2 | 1'56.337 |
| 2    | 89 | Jorge Martín      | Prima Pramac Racing          | Già in Q2 | 1'56.553 |
| 3    | 73 | Álex Márquez      | Gresini Racing               | Già in Q2 | 1'57.275 |
| 4    | 21 | Franco Morbidelli | Prima Pramac Racing          | Già in Q2 | 1'57.279 |
| 5    | 93 | Marc Márquez      | Gresini Racing               | Già in Q2 | 1'57.301 |
| 6    | 23 | Enea Bastianini   | Ducati Lenovo Team           | Già in Q2 | 1'57.366 |
| 7    | 43 | Jack Miller       | Red Bull KTM Factory Racing  | Già in Q2 | 1'57.558 |
| 8    | 20 | Fabio Quartararo  | Monster Energy Yamaha        | Già in Q2 | 1'57.592 |
| 9    | 42 | Álex Rins         | Monster Energy Yamaha        | Già in Q2 | 1'57.726 |
| 10   | 33 | Brad Binder       | Red Bull KTM Factory Racing  | 1'57.800  | 1'57.882 |
| 11   | 5  | Johann Zarco      | Castrol Honda LCR            | 1'57.635  | 1'57.971 |
| 12   | 12 | Maverick Viñales  | Aprilia Racing               | Già in Q2 | 1'58.046 |
| 13   | 31 | Pedro Acosta      | Red Bull GASGAS Tech3        | 1'57.839  |          |
| 14   | 72 | Marco Bezzecchi   | Pertamina Enduro VR46 Racing | 1'57.869  |          |
| 15   | 25 | Raúl Fernández    | Trackhouse Racing            | 1'58.023  |          |
| 16   | 41 | Aleix Espargaró   | Aprilia Racing               | 1'58.107  |          |
| 17   | 29 | Andrea Iannone    | Pertamina Enduro VR46 Racing | 1'58.183  |          |
| 18   | 30 | Takaaki Nakagami  | Idemitsu Honda LCR           | 1'58.300  |          |
| 19   | 10 | Luca Marini       | Repsol Honda                 | 1'58.520  |          |
| 20   | 36 | Joan Mir          | Repsol Honda                 | 1'58.618  |          |
| 21   | 37 | Augusto Fernández | Red Bull GASGAS Tech3        | 1'59.006  |          |
| 22   | 32 | Lorenzo Savadori  | Trackhouse Racing            | 1'59.263  |          |

## Gare

### MotoGP

#### Sprint

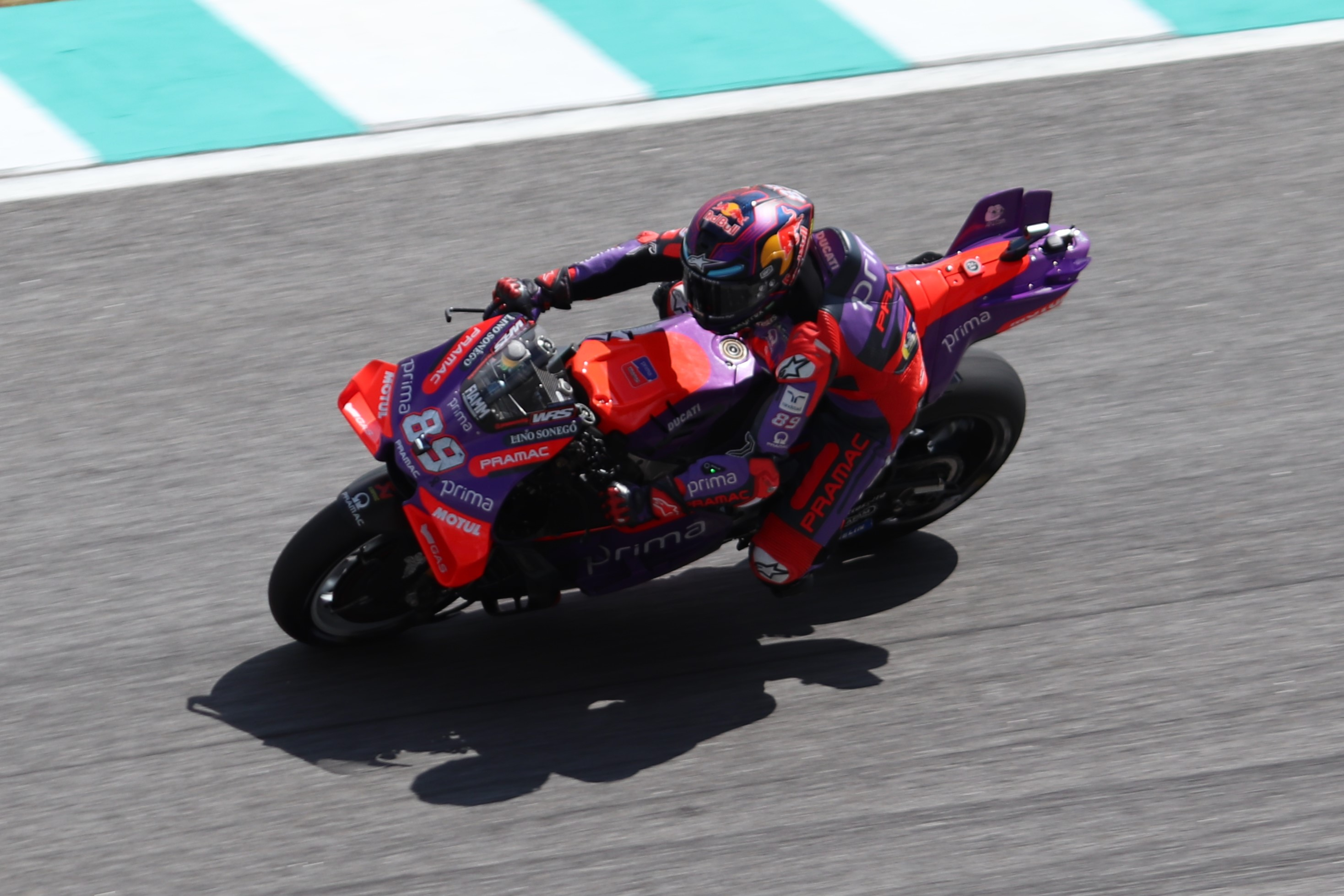
Jorge Martín, vincitore della Sprint.

Jorge Martín vince la sua settima Sprint stagionale, raccogliendo il grandissimo regalo di Francesco Bagnaia che cade mentre è in lotta per la vittoria e concede al rivale la prima chance per il titolo già alla domenica. Seconda posizione a meno di un secondo per Marc Márquez davanti ad Enea Bastianini che completa il podio. Staccato di quattro secondi ed in quarta posizione Álex Márquez davanti a Fabio Quartararo e Franco Morbidelli. Seguono le tre KTM RC16 con le due ufficiali di Brad Binder e Jack Miller che precedono la Tech3 di Pedro Acosta, che chiude la zona punti in nona posizione. Di seguito i risultati della gara Sprint:

##### Arrivati al traguardo
| Pos. | Nº | Pilota            | Squadra                      | Motocicletta       | Giri | Tempo     | Griglia | Punti |
| ---- | -- | ----------------- | ---------------------------- | ------------------ | ---- | --------- | ------- | ----- |
| 1º   | 89 | Jorge Martín      | Prima Pramac Racing          | Ducati Desmosedici | 10   | 19'49"230 | 2º      | 12    |
| 2º   | 93 | Marc Márquez      | Gresini Racing               | Ducati Desmosedici | 10   | +0.913    | 5º      | 9     |
| 3º   | 23 | Enea Bastianini   | Ducati Lenovo Team           | Ducati Desmosedici | 10   | +2.010    | 6º      | 7     |
| 4º   | 73 | Álex Márquez      | Gresini Racing               | Ducati Desmosedici | 10   | +6.575    | 3º      | 6     |
| 5º   | 20 | Fabio Quartararo  | Monster Energy Yamaha        | Yamaha YZR-M1      | 10   | +7.917    | 8º      | 5     |
| 6º   | 21 | Franco Morbidelli | Prima Pramac Racing          | Ducati Desmosedici | 10   | +8.957    | 4º      | 4     |
| 7º   | 33 | Brad Binder       | Red Bull KTM Factory Racing  | KTM RC16           | 10   | +11.015   | 10º     | 3     |
| 8º   | 43 | Jack Miller       | Red Bull KTM Factory Racing  | KTM RC16           | 10   | +11.834   | 7º      | 2     |
| 9º   | 31 | Pedro Acosta      | Red Bull GASGAS Tech3        | KTM RC16           | 10   | +12.091   | 13º     | 1     |
| 10º  | 72 | Marco Bezzecchi   | Pertamina Enduro VR46 Racing | Ducati Desmosedici | 10   | +12.840   | 14º     |       |
| 11º  | 42 | Álex Rins         | Monster Energy Yamaha        | Yamaha YZR-M1      | 10   | +14.901   | 9º      |       |
| 12º  | 41 | Aleix Espargaró   | Aprilia Racing               | Aprilia RS-GP      | 10   | +15.224   | 16º     |       |
| 13º  | 37 | Augusto Fernández | Red Bull GASGAS Tech3        | KTM RC16           | 10   | +17.115   | 21º     |       |
| 14º  | 12 | Maverick Viñales  | Aprilia Racing               | Aprilia RS-GP      | 10   | +18.603   | 12º     |       |
| 15º  | 10 | Luca Marini       | Repsol Honda                 | Honda RC213V       | 10   | +19.090   | 19º     |       |
| 16º  | 36 | Joan Mir          | Repsol Honda                 | Honda RC213V       | 10   | +20.204   | 20º     |       |
| 17º  | 30 | Takaaki Nakagami  | LCR Honda Idemitsu           | Honda RC213V       | 10   | +21.711   | 18º     |       |
| 18º  | 25 | Raúl Fernández    | Trackhouse Racing            | Aprilia RS-GP      | 10   | +23.814   | 15º     |       |
| 19º  | 29 | Andrea Iannone    | Pertamina Enduro VR46 Racing | Ducati Desmosedici | 10   | +25.898   | 17º     |       |
| 20º  | 32 | Lorenzo Savadori  | Trackhouse Racing            | Aprilia RS-GP      | 10   | +29.778   | 22º     |       |

##### Ritirati
| Nº | Pilota            | Squadra            | Motocicletta       | Giri | Griglia |
| -- | ----------------- | ------------------ | ------------------ | ---- | ------- |
| 5  | Johann Zarco      | Castrol Honda LCR  | Honda RC213V       | 7    | 11º     |
| 1  | Francesco Bagnaia | Ducati Lenovo Team | Ducati Desmosedici | 2    | 1º      |

#### Gara

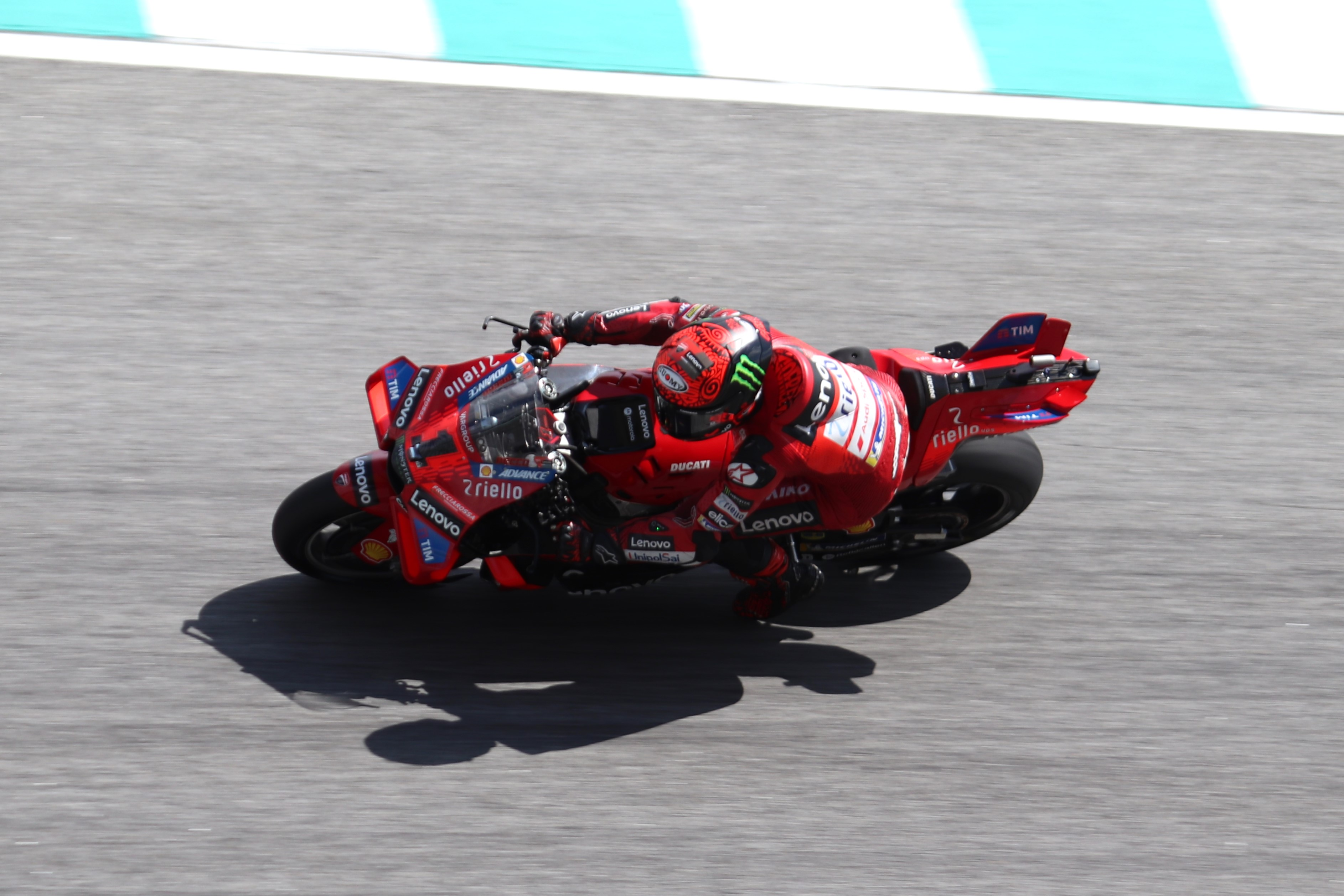
Il poleman Francesco Bagnaia, vincitore del Gran Premio oltreché autore del giro veloce.

La prima partenza della gara è caratterizzata dall'incidente in curva uno tra la Yamaha di Fabio Quartararo e le due KTM Factory Racing di Brad Binder e Jack Miller, con quest'ultimi due che non riescono a prendere parte alla gara dopo la ripartenza. La distanza di gara viene così ridotta a 19 giri.
Dopo la seconda partenza, la gara viene dominata da Francesco Bagnaia che va a vincere il suo decimo Gran Premio stagionale rimandando il Mondiale all'ultima gara, e recuperando solo 5 punti su Jorge Martín che chiude comunque in seconda posizione. Terzo, come nella Sprint, Enea Bastianini al nono podio stagionale. Chiude quarto Álex Márquez dopo un ottimo weekend, seguito da Pedro Acosta. Sesta posizione per Fabio Quartararo al miglior risultato stagionale, davanti a Maverick Viñales in settima posizione. Miglior risultato in stagione anche per l'altra Yamaha di Álex Rins, ottavo, che precede Marco Bezzecchi ed Augusto Fernández, anche lui al miglior risultato stagionale. Undicesimo Johann Zarco seguito da Marc Márquez, caduto mentre era in zona podio, Aleix Espargaró e Franco Morbidelli, anche lui autore di una scivolata durante la gara. Chiude la zona punti Luca Marini. Di seguito i risultati della gara:

##### Arrivati al traguardo
| Pos. | Nº | Pilota            | Squadra                      | Motocicletta       | Giri | Tempo     | Griglia | Punti |
| ---- | -- | ----------------- | ---------------------------- | ------------------ | ---- | --------- | ------- | ----- |
| 1º   | 1  | Francesco Bagnaia | Ducati Lenovo                | Ducati Desmosedici | 19   | 38'04"563 | 1º      | 25    |
| 2º   | 89 | Jorge Martín      | Prima Pramac Racing          | Ducati Desmosedici | 19   | +3.141    | 2º      | 20    |
| 3º   | 23 | Enea Bastianini   | Ducati Lenovo                | Ducati Desmosedici | 19   | +10.484   | 6º      | 16    |
| 4º   | 73 | Álex Márquez      | Gresini Racing               | Ducati Desmosedici | 19   | +12.230   | 3º      | 13    |
| 5º   | 31 | Pedro Acosta      | Red Bull GASGAS Tech3        | KTM RC16           | 19   | +13.699   | 13º     | 11    |
| 6º   | 20 | Fabio Quartararo  | Monster Energy Yamaha        | Yamaha YZR-M1      | 19   | +16.245   | 8º      | 10    |
| 7º   | 12 | Maverick Viñales  | Aprilia Racing               | Aprilia RS-GP      | 19   | +19.447   | 12º     | 9     |
| 8º   | 42 | Álex Rins         | Monster Energy Yamaha        | Yamaha YZR-M1      | 19   | +20.611   | 9º      | 8     |
| 9º   | 72 | Marco Bezzecchi   | Pertamina Enduro VR46 Racing | Ducati Desmosedici | 19   | +21.994   | 14º     | 7     |
| 10º  | 37 | Augusto Fernández | Red Bull GASGAS Tech3        | KTM RC16           | 19   | +22.174   | 21º     | 6     |
| 11º  | 5  | Johann Zarco      | Castrol Honda LCR            | Honda RC213V       | 19   | +25.625   | 11º     | 5     |
| 12º  | 93 | Marc Márquez      | Gresini Racing               | Ducati Desmosedici | 19   | +27.276   | 5º      | 4     |
| 13º  | 41 | Aleix Espargaró   | Aprilia Racing               | Aprilia RS-GP      | 19   | +27.604   | 16º     | 3     |
| 14º  | 21 | Franco Morbidelli | Prima Pramac Racing          | Ducati Desmosedici | 19   | +27.949   | 4º      | 2     |
| 15º  | 10 | Luca Marini       | Repsol Honda                 | Honda RC213V       | 19   | +28.838   | 19º     | 1     |
| 16º  | 25 | Raúl Fernández    | Trackhouse Racing            | Aprilia RS-GP      | 19   | +38.847   | 15º     |       |
| 17º  | 29 | Andrea Iannone    | Pertamina Enduro VR46 Racing | Ducati Desmosedici | 19   | +47.599   | 17º     |       |
| 18º  | 32 | Lorenzo Savadori  | Trackhouse Racing            | Aprilia RS-GP      | 19   | +48.956   | 22º     |       |

##### Ritirati
| Nº | Pilota           | Squadra            | Motocicletta | Giri | Griglia |
| -- | ---------------- | ------------------ | ------------ | ---- | ------- |
| 30 | Takaaki Nakagami | Idemitsu Honda LCR | Honda RC213V | 14   | 18º     |
| 36 | Joan Mir         | Repsol Honda       | Honda RC213V | 5    | 20º     |

##### Non partiti
| Nº | Pilota      | Squadra                     | Motocicletta | Griglia |
| -- | ----------- | --------------------------- | ------------ | ------- |
| 33 | Brad Binder | Red Bull KTM Factory Racing | KTM RC16     | 10º     |
| 43 | Jack Miller | Red Bull KTM Factory Racing | KTM RC16     | 7º      |

### Moto2
Dopo due appuntamenti saltati a causa di un infortunio, Celestino Vietti torna e lo fa in grande stile andando a vincere il suo terzo Gran Premio stagionale davanti ad Jorge Navarro, che da pilota sostitutivo riesce a conquistare la Pole e a chiudere in seconda posizione in gara tornando così a podio per la prima volta dal Gran Premio del Portogallo 2022. Terza posizione e primo podio in Moto2 per Izan Guevara che sfrutta l'errore del compagno di squadra Jake Dixon: Dixon rallenta al traguardo un giro prima della fine della gara, convinto sia giunta al termine, chiudendo poi in quarta posizione. Quinto Tony Arbolino davanti a Marcos Ramírez. Sesta posizione per Deniz Öncü seguito da Arón Canet. Nona posizione per Somkiat Chantra che precede al traguardo Diogo Moreira per la quarta volta consecutiva a punti. Undicesimo Manuel González davanti al compagno di squadra Albert Arenas, seguito dalle due migliori Boscoscuro di Alonso López e Sergio García. Chiude la zona punti Filip Salač. Di seguito i risultati della gara:

#### Arrivati al traguardo
| Pos | Nº | Pilota               | Squadra                       | Motocicletta | Giri | Tempo     | Griglia | Punti |
| --- | -- | -------------------- | ----------------------------- | ------------ | ---- | --------- | ------- | ----- |
| 1°  | 13 | Celestino Vietti     | Red Bull KTM Ajo              | Kalex        | 17   | 36'06"629 | 3º      | 25    |
| 2°  | 9  | Jorge Navarro        | OnlyFans American Racing Team | Kalex        | 17   | +1.486    | 1º      | 20    |
| 3°  | 28 | Izan Guevara         | CFMoto RCB Aspar Team         | Kalex        | 17   | +3.265    | 11º     | 16    |
| 4°  | 96 | Jake Dixon           | CFMoto RCB Aspar Team         | Kalex        | 17   | +4.502    | 12º     | 13    |
| 5°  | 14 | Tony Arbolino        | Elf Marc VDS Racing Team      | Kalex        | 17   | +4.833    | 6º      | 11    |
| 6°  | 24 | Marcos Ramírez       | OnlyFans American Racing Team | Kalex        | 17   | +5.684    | 2º      | 10    |
| 7°  | 51 | Deniz Öncü           | Red Bull KTM Ajo              | Kalex        | 17   | +7.720    | 5º      | 9     |
| 8°  | 44 | Arón Canet           | Fantic Racing                 | Kalex        | 17   | +9.357    | 13º     | 8     |
| 9°  | 35 | Somkiat Chantra      | Idemitsu Honda Team Asia      | Kalex        | 17   | +10.429   | 15º     | 7     |
| 10° | 10 | Diogo Moreira        | Italtrans Racing Team         | Kalex        | 17   | +10.836   | 9º      | 6     |
| 11° | 18 | Manuel González      | Gresini Moto2                 | Kalex        | 17   | +12.055   | 8º      | 5     |
| 12° | 75 | Albert Arenas        | Gresini Moto2                 | Kalex        | 17   | +13.294   | 4º      | 4     |
| 13° | 21 | Alonso López         | Sync Speed Up                 | B-24         | 17   | +14.386   | 20º     | 3     |
| 14° | 3  | Sergio García        | MT Helmets - MSi              | B-24         | 17   | +18.113   | 19º     | 2     |
| 15° | 12 | Filip Salač          | Elf Marc VDS Racing Team      | Kalex        | 17   | +20.945   | 10º     | 1     |
| 16° | 5  | Jaume Masiá          | Preicanos Racing Team         | Kalex        | 17   | +24.934   | 24º     |       |
| 17° | 34 | Mario Aji            | Idemitsu Honda Team Asia      | Kalex        | 17   | +25.928   | 21º     |       |
| 18° | 7  | Barry Baltus         | RW-Idrofoglia Racing GP       | Kalex        | 17   | +27.265   | 17º     |       |
| 19° | 71 | Dennis Foggia        | Italtrans Racing Team         | Kalex        | 17   | +38.402   | 23º     |       |
| 20° | 11 | Álex Escrig          | Klint Forward Factory Team    | Forward      | 17   | +38.957   | 27º     |       |
| 21° | 20 | Xavier Cardelús      | Fantic Racing                 | Kalex        | 17   | +40.239   | 26º     |       |
| 22° | 43 | Xavier Artigas       | Klint Forward Factory Team    | Forward      | 17   | +40.391   | 28º     |       |
| 23° | 29 | Muhammad Helmi Azman | Petronas MIE Racing RW        | Kalex        | 17   | +49.239   | 29º     |       |

#### Non classificati
| Nº | Pilota                  | Squadra                 | Motocicletta | Giri | Griglia |
| -- | ----------------------- | ----------------------- | ------------ | ---- | ------- |
| 84 | Zonta van den Goorbergh | RW-Idrofoglia Racing GP | Kalex        | 10   | 14º     |

#### Ritirati
| Nº | Pilota          | Squadra                        | Motocicletta | Giri | Griglia |
| -- | --------------- | ------------------------------ | ------------ | ---- | ------- |
| 52 | Jeremy Alcoba   | Yamaha VR46 Master Camp Team   | Kalex        | 16   | 17º     |
| 79 | Ai Ogura        | MT Helmets - MSi               | B-24         | 10   | 7º      |
| 15 | Darryn Binder   | Liqui Moly Husqvarna Intact GP | Kalex        | 7    | 22º     |
| 81 | Senna Agius     | Liqui Moly Husqvarna Intact GP | Kalex        | 0    | 18º     |
| 67 | Alberto Surra   | Sync Speed Up                  | B-24         | 0    | 25º     |
| 29 | Harrison Voight | Preicanos Racing Team          | Kalex        | 0    | 30º     |

#### Non partiti
| Nº | Pilota             | Squadra                | Motocicletta |
| -- | ------------------ | ---------------------- | ------------ |
| 89 | Khairul Idham Pawi | Petronas MIE Racing RW | Kalex        |

### Moto3
Sesta vittoria consecutiva per David Alonso che non si ferma più precedendo di neanche un decimo Taiyō Furusato, secondo al traguardo. In terza posizione a solo mezzo secondo di distacco troviamo José Antonio Rueda. Quarta posizione per Iván Ortolá seguito subito dietro da Collin Veijer che raggiunge nella Classifica Piloti a 236 punti Daniel Holgado, ritirato. Sesta posizione per Joel Kelso davanti a Ryūsei Yamanaka in settima. Seguono i tre migliori italiani con Stefano Nepa ottavo davanti a Matteo Bertelle, mentre staccati tre secondi troviamo Luca Lunetta che precede David Almansa, che eguaglia il suo miglior risultato in carriera. Dodicesimo Jacob Roulstone davanti al trio che chiude la zona punti formato da Filippo Farioli, Xabi Zurutuza e Tatchakorn Buasri, al primo punto nel Motomondiale. Di seguito i risultati della gara:

#### Arrivati al traguardo
| Pos | Nº | Pilota             | Squadra                        | Motocicletta  | Giri | Tempo     | Griglia | Punti |
| --- | -- | ------------------ | ------------------------------ | ------------- | ---- | --------- | ------- | ----- |
| 1°  | 80 | David Alonso       | CFMoto Gaviota Aspar Team      | CFMoto        | 15   | 33'03"671 | 3º      | 25    |
| 2°  | 72 | Taiyo Furusato     | Honda Team Asia                | Honda NSF250R | 15   | +0.088    | 17º     | 20    |
| 3°  | 99 | José Antonio Rueda | Red Bull KTM Ajo               | KTM RC 250 GP | 15   | +0.411    | 10º     | 16    |
| 4°  | 48 | Iván Ortolá        | MT Helmets - MSi               | KTM RC 250 GP | 15   | +0.996    | 2º      | 13    |
| 5°  | 95 | Collin Veijer      | Liqui Moly Husqvarna Intact GP | Husqvarna     | 15   | +1.091    | 8º      | 11    |
| 6°  | 66 | Joel Kelso         | BOE Motorsports                | KTM RC 250 GP | 15   | +1.225    | 5º      | 10    |
| 7°  | 6  | Ryūsei Yamanaka    | MT Helmets - MSi               | KTM RC 250 GP | 15   | +1.496    | 12º     | 9     |
| 8°  | 82 | Stefano Nepa       | LevelUp - MTA                  | KTM RC 250 GP | 15   | +7.244    | 13º     | 8     |
| 9°  | 18 | Matteo Bertelle    | Kopron Rivacold Snipers Team   | Honda NSF250R | 15   | +7.346    | 19º     | 7     |
| 10° | 58 | Luca Lunetta       | SIC58 Squadra Corse            | Honda NSF250R | 15   | +10.806   | 6º      | 6     |
| 11° | 22 | David Almansa      | Kopron Rivacold Snipers Team   | Honda NSF250R | 15   | +10.904   | 9º      | 5     |
| 12° | 12 | Jacob Roulstone    | Red Bull GASGAS Tech3          | KTM RC 250 GP | 15   | +16.019   | 20º     | 4     |
| 13° | 7  | Filippo Farioli    | SIC58 Squadra Corse            | Honda NSF250R | 15   | +20.545   | 23º     | 3     |
| 14° | 85 | Xabi Zurutuza      | Red Bull KTM Ajo               | KTM RC 250 GP | 15   | +20.793   | 25º     | 2     |
| 15° | 5  | Tatchakorn Buasri  | Honda Team Asia                | Honda NSF250R | 15   | +21.001   | 24º     | 1     |
| 16° | 8  | Eddie O'Shea       | FleetSafe Honda - MLav Racing  | Honda NSF250R | 15   | +21.231   | 22º     |       |
| 17° | 64 | David Muñoz        | BOE Motorsports                | KTM RC 250 GP | 15   | +43.705   | 15º     |       |
| 18° | 55 | Noah Dettwiler     | CIP Green Power                | KTM RC 250 GP | 15   | +45.159   | 26º     |       |

#### Ritirati
| Nº | Pilota               | Squadra                        | Motocicletta  | Giri | Griglia |
| -- | -------------------- | ------------------------------ | ------------- | ---- | ------- |
| 10 | Nicola Fabio Carraro | LevelUp - MTA                  | KTM RC 250 GP | 10   | 14º     |
| 24 | Tatsuki Suzuki       | Liqui Moly Husqvarna Intact GP | Husqvarna     | 8    | 4º      |
| 19 | Scott Ogden          | FleetSafe Honda - MLav Racing  | Honda NSF250R | 8    | 18º     |
| 36 | Ángel Piqueras       | Leopard Racing                 | Honda NSF250R | 5    | 7º      |
| 31 | Adrián Fernández     | Leopard Racing                 | Honda NSF250R | 2    | 1º      |
| 96 | Daniel Holgado       | Red Bull GASGAS Tech3          | KTM RC 250 GP | 1    | 11º     |
| 54 | Riccardo Rossi       | CIP Green Power                | KTM RC 250 GP | 0    | 16º     |
| 78 | Joel Esteban         | CFMoto Gaviota Aspar Team      | CFMoto        | 0    | 21º     |